# Schoenorchis tortifolia
Schoenorchis tortifolia là một loài thực vật có hoa trong họ Lan. Loài này được (Jayaw.) Garay miêu tả khoa học đầu tiên năm 1972.